# Евфимий (епископ Суздальский)
Епископ Евфимий — епископ Русской православной церкви, епископ Суздальский и Тарусский (1464—1483).

## Биография
Хиротонисан митрополитом Ионой между 31 января 1451 года и 13 декабря 1458 года, когда польский король Казимир IV Ягеллончик признавал юрисдикцию митрополита Ионы в отношении православных епархий на территориях Польско-Литовского государства.
В грамоте от 13 декабря 1458 года, посланной пятью архиереями Северо-Восточной Руси православным епископам Великого Княжества Литовского, «которые рукоположение приняли от Ионы митрополита», в том числе названному первым «Еуфимью, епископу Черниговскому и Дьбрянскому» от епископов требовали не подчиняться униату Григорию, поставленному 15 октября 1458 года в Риме на Киевскую митрополичью кафедру сохранять верности митрополиту Ионе.
В Черниговской епархии преосвященный Евфимий показал себя ревнителем Православия. При поддержке митрополита Ионы он вёл борьбу против утверждения унии. За активное противодействие унии епископ Евфимий переносил много неприятностей, оскорблений и притеснений. Митрополит Иона разрешил преосвященному Евфимию в случае невыносимых обстоятельств покинуть епархию и прибыть в Москву.
В начале 1460-х бежал в Москву.
Осенью 1464 года на Соборе в Москве участвовал в избрании митрополитом Московским и всея Руси Суздальского епископа Филиппа. После избрания Филиппа получил в управление Суздальскую кафедру.
20 июня 1471 года в Кремле вместе с митрополитом Филиппом и другими архиереями благословил Иоанна III перед его походом на Великий Новгород.
В 1471 году преосвященный Евфимий присутствовал при посвящении Пермского епископа Филофея.
В 1472 году участвовал в перенесении мощей святителя Петра.
23 апреля 1473 года участвовал в Соборе, избравшем главой Русской Церкви Коломенского епископа Геронтия.
По-видимому, в 1483 году оставил кафедру и вскоре скончался.